# Jürgen Trumpf
Jürgen Trumpf (Düsseldorf, 8 luglio 1931 – Bonn, 13 maggio 2023) è stato un diplomatico tedesco, che è stato Segretario generale del Consiglio europeo dal 1º settembre 1994 al 17 ottobre 1999.
Quando il trattato di Amsterdam è entrato in vigore, Trumpf divenne ufficialmente il primo alto rappresentante per il CFSP, anche se l'incarico doveva durare solo per un mese.
Gli succedette Javier Solana che fu nominato successore di Trumpf, per entrambi gli incarichi, durante la riunione europea di Colonia.